# Episodi di Piovono polpette (seconda stagione)
La seconda e ultima stagione della serie animata Piovono polpette è stata trasmessa negli Canada su YTV dal 7 aprile al 30 giugno 2018, mentre negli Stati Uniti è stata acquisita nell'agosto 2019 da CBS All Access.
In Italia è stata trasmessa dal 5 novembre 2018 al 9 giugno 2019 su Cartoon Network.
| n° | Titolo originale                          | Titolo italiano                | Prima TV Canada | Prima TV Italia  |
| -- | ----------------------------------------- | ------------------------------ | --------------- | ---------------- |
| 1  | Einstein's Moustache                      | I baffi di Einstein            | 7 aprile 2018   | 5 novembre 2018  |
| 2  | Power Struggle                            | Lotta per l'energia            | 7 aprile 2018   | 5 novembre 2018  |
| 3  | Brentonium                                | Il progetto di scienze         | 7 aprile 2018   | 6 novembre 2018  |
| 4  | Penguipocalypse                           | Pinguino per corrispondenza    | 7 aprile 2018   | 6 novembre 2018  |
| 5  | Dance Fish Move Dance                     | Il Gioco del Pesce Ballerino   | 14 aprile 2018  | 7 novembre 2018  |
| 6  | Sonny with a Chance of Disappointment     | Il figlio di Swallow Marina    | 14 aprile 2018  | 7 novembre 2018  |
| 7  | Sam's Imaginary Friend                    | L'amica immaginaria di Sam     | 14 aprile 2018  | 8 novembre 2018  |
| 8  | Hands Up                                  | La teoria delle mani           | 14 aprile 2018  | 8 novembre 2018  |
| 9  | Brent Hog Day                             | Il giorno di Brent             | 21 aprile 2018  | 9 novembre 2018  |
| 10 | Baby Talk                                 | Le prime parole                | 21 aprile 2018  | 9 novembre 2018  |
| 11 | Now You See Him                           | Invisibilità                   | 21 aprile 2018  | 12 novembre 2018 |
| 12 | Major Science                             | Capitan Scienze                | 21 aprile 2018  | 12 novembre 2018 |
| 13 | Something Fishy                           | Un pesce fuor d'acqua          | 28 aprile 2018  | 13 novembre 2018 |
| 14 | Out to FLUNCH                             | Ritroviamo il Flanz            | 28 aprile 2018  | 13 novembre 2018 |
| 15 | The Kid's Got Moxy                        | Questione di polso             | 28 aprile 2018  | 14 novembre 2018 |
| 16 | The New, New Girl                         | La nuova 'Nuova Arrivata'      | 28 aprile 2018  | 14 novembre 2018 |
| 17 | Stormwave and Thunderhawk                 | Un nuovo soprannome            | 5 maggio 2018   | 15 novembre 2018 |
| 18 | Squirrels Just Wanna Have Fun             | Un coinquilino indesiderato    | 5 maggio 2018   | 15 novembre 2018 |
| 19 | Sardine: The Movie                        | Sardina: il film               | 5 maggio 2018   | 16 novembre 2018 |
| 20 | The Boy Who Cried Robot                   | Al robot, al robot             | 5 maggio 2018   | 16 novembre 2018 |
| 21 | Fizzy Fish                                | Pesce frizzante                | 12 maggio 2018  | 19 novembre 2018 |
| 22 | FLUBER                                    | Il nuovo mezzo di trasporto    | 12 maggio 2018  | 19 novembre 2018 |
| 23 | Timmy Rockgood                            | Una grande rockstar            | 12 maggio 2018  | 20 novembre 2018 |
| 24 | Swallow Fails                             | La rivincita di Swallow Marina | 12 maggio 2018  | 20 maggio 2019   |
| 25 | Poppa Piglet                              | Via di casa                    | 19 maggio 2018  | 20 maggio 2019   |
| 26 | Mascot Wars                               | Scontro tra mascotte           | 19 maggio 2018  | 20 novembre 2018 |
| 27 | Sardinasaurus                             | Festa di compleanno            | 19 maggio 2018  | 21 novembre 2018 |
| 28 | Flint vs. Flint                           | Flint contro Flint             | 19 maggio 2018  | 21 maggio 2019   |
| 29 | An Alluring Promise                       | Una promessa attraente         | 26 maggio 2018  | 21 novembre 2018 |
| 30 | Brent Bro                                 | Mio fratello Brent             | 26 maggio 2018  | 21 maggio 2019   |
| 31 | Sardinee Babies                           | Le Sardine Baby                | 26 maggio 2018  | 22 maggio 2019   |
| 32 | Party Tron                                | Il robot delle feste           | 26 maggio 2018  | 22 maggio 2019   |
| 33 | The Happy Sardine                         | Una giornata in spiaggia       | 2 giugno 2018   | 23 maggio 2019   |
| 34 | Less Ordinary People                      | Gente meno normale             | 2 giugno 2018   | 23 maggio 2019   |
| 35 | Flint TV                                  | La Flint TV                    | 2 giugno 2018   | 24 maggio 2019   |
| 36 | Spa Daze                                  | Tutti pazzi per la Spa         | 2 giugno 2018   | 24 maggio 2019   |
| 37 | Mayor or Mayor Not                        | Sindaco o non sindaco          | 9 giugno 2018   | 25 maggio 2019   |
| 38 | Fisherman Sam                             | Previsioni con le rime         | 9 giugno 2018   | 25 maggio 2019   |
| 39 | Trees Company                             |                                | 9 giugno 2018   | 3 giugno 2019    |
| 40 | Tim, Jim and Kim                          |                                | 9 giugno 2018   | 3 giugno 2019    |
| 41 | Live and Let Diary                        |                                | 16 giugno 2018  | 4 giugno 2019    |
| 42 | Rainbow Tim                               |                                | 16 giugno 2018  | 4 giugno 2019    |
| 43 | Mermaid You Look                          |                                | 16 giugno 2018  | 5 giugno 2019    |
| 44 | Mrs. Tinklebottom                         |                                | 16 giugno 2018  | 5 giugno 2019    |
| 45 | When There's a Gil There's a Way          |                                | 23 giugno 2018  | 6 giugno 2019    |
| 46 | Embarrass Brent                           |                                | 23 giugno 2018  | 6 giugno 2019    |
| 47 | Flint Land                                |                                | 23 giugno 2018  | 7 giugno 2019    |
| 48 | Your Dad is My Dad                        |                                | 23 giugno 2018  | 7 giugno 2019    |
| 49 | Totally Tall Tales                        |                                | 30 giugno 2018  | 8 giugno 2019    |
| 50 | Flint's Fabulous Future                   |                                | 30 giugno 2018  | 8 giugno 2019    |
| 51 | Have Yourself a Sardiney Little Christmas |                                | 30 giugno 2018  | 9 giugno 2019    |
| 52 | Have Yourself a Sardiney Little Christmas |                                | 30 giugno 2018  | 9 giugno 2019    |